# Rattus steini
Rattus steini — один з видів гризунів роду пацюків (Rattus).

## Таксономія
Виявлено 4 підвиди:
- R.s.steini: Західна Нова Гвінея;
- R.s.baliemensis (Taylor & Calaby, 1982): Центрально-Західна Нова Гвінея;
- R.s.forsteri (Rümmler, 1935): півострів Гуон;
- R.s.hageni (Troughton, 1937): Центральна та Східна Нова Гвінея.

## Поширення
Цей вид, як правило, поширений на острові Нова Гвінея (Індонезія та Папуа Нова Гвінея) від 450 до 2800 м над рівнем моря. Вид можна знайти у первинних вологих тропічних лісах, але він в достатку на узліссі і в сільських садах або відкритих і трав'янистих областях.

## Морфологія
Гризуни середнього розміру, завдовжки 141—193 мм, хвіст — 135,7 — 155 мм, стопа — 32,6 — 36,9 мм, вуха — 16 — 21,3 мм. Вага до 220 г.

## Зовнішній вигляд
Хутро м’яке і посипане кількома колючими волосками. Верхні частини сірувато-темно-коричневі, а вентральні частини сірі, а кінчики волосів є коричнево-жовті. На грудях часто є біла пляма. Вуха темно-коричневі. Тильна стопа покрита невеликими волосками кремового забарвлення. Хвіст коротший за голову і тіло, він рівномірно темно-коричневий і покритий приблизно 10 лусочковими кільцями на сантиметр. Самки підвиду R.s.steini та R.s.baliemensis мають пару грудних сосків і дві пахові пари; інші два підвиди замість цього мають додаткову пару післяаксилярних сосків. Каріотип 2n = 32 FN = 60.

## Звички
Тварин часто можна зустріти в норах. Це наземний вид. Він будує U-подібні тунелі, з двома входами. Розмножуються впродовж усього року. Виводок містить від 2—5 дитинчат.

## Загрози та охорона
Немає серйозних загроз для цього виду, хоча є конкуренція з Rattus rattus. Як передбачається, присутній в деяких природоохоронних територіях.